# Virva Junkkari
Virva Junkkari (14 ottobre 1977) è un'ex calciatrice finlandese, di ruolo portiere.
Durante la carriera ha giocato in Serie A, massimo livello del campionato italiano femminile di calcio, conquistando uno Scudetto con la Lazio al termine della stagione 2001-2002. Vanta inoltre presenze nella nazionale finlandese.

## Carriera

### Nazionale
Indossa la maglia della nazionale finlandese fin dal 1999 partecipando alle qualificazioni all'edizione 2001 e 2005 del Campionato europeo femminile di calcio.
Ha inoltre disputato 5 gare per le qualificazioni all'edizione 2007 del campionato mondiale femminile di calcio.

## Palmarès

### Club
- Campionato italiano: 1

Lazio: 2001-2002
- Coppa di Finlandia: 1